# Coeliopsidinae
Coeliopsidinae Schltr. è una sottotribù di piante appartenente alla famiglia delle Orchidacee (sottofamiglia: Epidendroideae, tribù Cymbidieae), diffusa in America centrale e Sud America.

## Descrizione
Comprende specie epifite con pseudobulbi ovoidali, subcilindrici o subconici e 2-4 foglie plicate, di consistenza carnosa. 

## Biologia
Le specie di questa sottotribù si riproducono per impollinazione entomogama ad opera di api euglossine.

## Distribuzione e habitat
La sottotribù è presente nella zona tropicale di America centrale (Costa Rica, Panama) e Sudamerica (Colombia, Ecuador, Guyana, Suriname, Venezuela, Perù e Brasile).

## Tassonomia
I generi di questa sottotribù erano in passato inquadrati all'interno delle Stanhopeinae. Recenti analisi cladistiche hanno legittimato l'inquadramento in una sottotribù a sé stante.
La sottotribù comprende i seguenti generi:
- Coeliopsis Rchb.f., 1872 (1 sp.)
- Lycomormium Rchb.f., 1852 (5 spp.)
- Peristeria Hook., 1831 (12 spp.)